# Meanguera del Golfo
Meanguera del Golfo è un comune del dipartimento di La Unión, in El Salvador.
Il comune è costituito dalle isole Conchagüita (8.45 km²), Meanguera (16.68 km²) e Meanguerita o Pirigallo (0.35 km²), ubicate nel golfo di Fonseca.

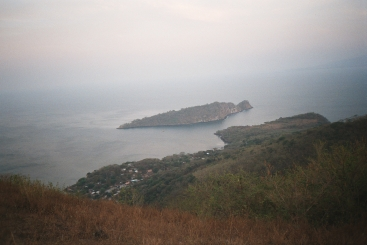
Vista dell'abitato di Meanguera del Golfo dal Cerro del Pueblo

## Geografia antropica

### Suddivisioni amministrative
Per la sua amministrazione, il municipio si divide in tre cantones e 13 caserío, che sono:
- El Salvador o Zambullido (Caserios: El Salvador o Zambullido, La Negra, Conacastal o Guanacastal, El Peladero, Amatillo, Gigante e El Cedro)
- Guerrero o El Majagual (Caserios: Guerrero o El Majagual, La Periquera, El Corozal e La Agüedeja)
- Isla de Conchagüita (Caserios: Isla de Conchagüita, El Líbano)